# Richard Swineshead
Richard Swineshead (ook bekend als Suisset, Suiseth, enzovoort) (floruit. ca. 1340 - 1354) was een Engels wiskundige, logicus en natuurfilosoof. Hij was misschien wel de grootste van de Oxford Calculators van Merton College, aan welke instelling hij zeker vanaf 1344, maar misschien ook al vanaf 1340, als fellow verbonden was. Zijn magnum opus was een reeks van verhandelingen, die bekendstaat als de Liber calculationum ("Book of Calculations"), geschreven rond 1350, dat hem de bijnaam van De Calculator opleverde.

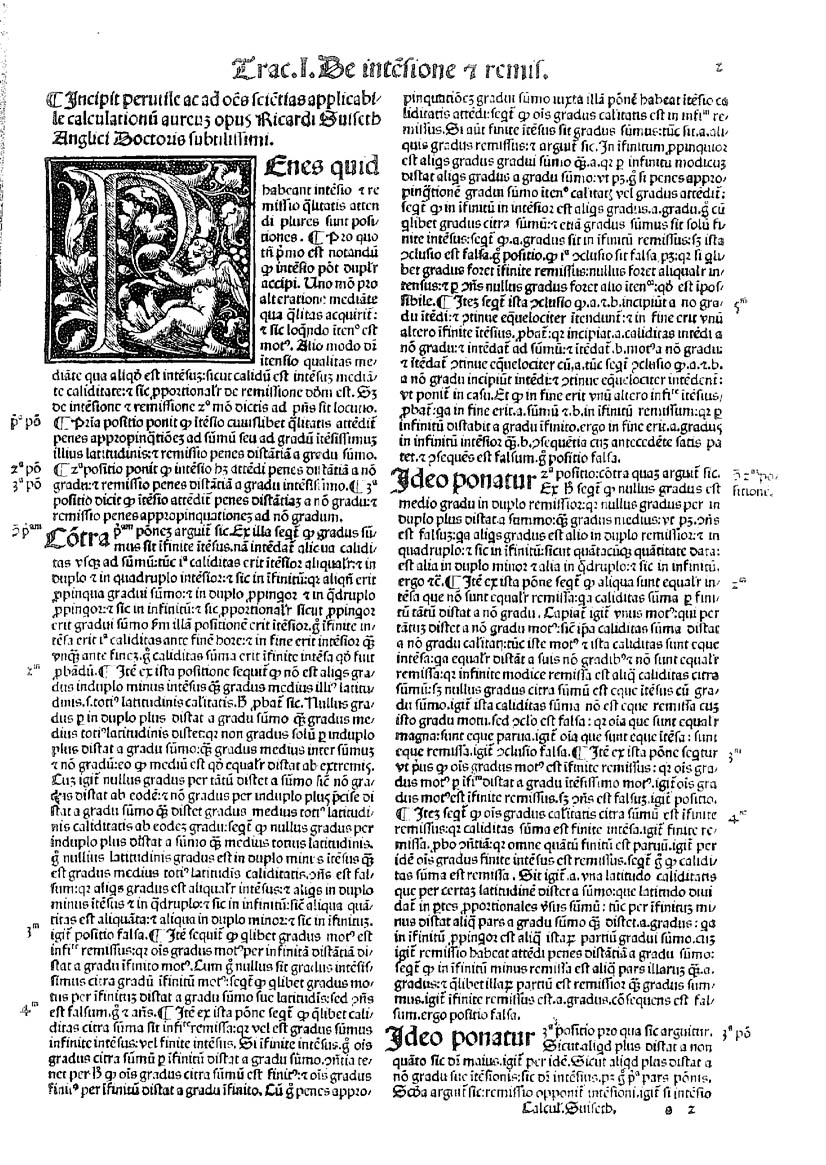
Calculator, 1520

Robert Burton (overleden 1640) schreef in The Anatomy of Melanchony dat Scaliger en Cardano beide bewonderaars waren van Suisset de Calculator, qui pene modum excessit humani ingenii [wiens talenten bijna bovenmenselijk waren]".Gottfried Leibniz schreef in een brief uit 1714: "Il ya eu un autrefois Suisse, qui avoit mathématisé dans la Scholastique: ses Ouvrages sont peu connus; mais ce que j'en ai vu m'a paru profond et considérable". ("Er was eens een Suisse, die wiskunde bedreef tijdens de scholastiek; zijn werken zijn weinig gekend, maar wat ik er van heb gezien,  leken zij mij diep en relevant.") Leibniz had zelfs een kopie van een van Swinesheads verhandelingen laten maken op basis van een uitgave die zich bevond in de Bibliothèque du Roi in Parijs.
Girolamo Cardano nam Richard Swineshead (onder de naam John Suisset, genaamd de Calculator) op in zijn beroemde lijst van de 12 grootste denkers.

## Voetnoten
1. ↑  Jackson, Holbrook (red.) (1932), The Anatomy of Melancholy, i.77 (in "Democritus Junior to the Reader").
2. ↑  Brief aan M.M. Remond de Montmorency, geciteerd in Lardet, Pierre (2003) "Les ambitions de Jules-César Scaliger latiniste et philosophe (1484-1558) et sa rèception posthume dans l'aire germanique de Gesner et Schegk à Leibniz et à Kant", in Kessler & Kuhn (edd.), Germania Latina - Latinitas teutonica, pag. 157-194.
3. ↑  Duchesneau, François (1998) "Leibniz's Theoretical Shift in the Phoranomus and Dynamica de Potentia", Perspectives on Science 6, blz. 105.